# Roger Akelius
Hans Åke Roger Akelius (tidigare Karlsson), född 16 april 1945 i Stora Mellby, Bjärke församling, Älvsborgs län, är en svensk entreprenör, filantrop och författare av facklitteratur inom programmering och beskattning. Han är grundare av fastighetsbolaget Akelius Residential Property AB.

## Biografi

### Tidiga år
Akelius växte upp i Stora Mellby, en liten by belägen mellan Trollhättan och Alingsås i sydvästra Sverige. Som elvaåring fick han sitt första sommarjobb på ett mejeri. För de två första sommarlönerna köpte han en kamera och ett tält. Som trettonåring köpte han för sin tredje sommarlön sin första fastighet, en sommarstuga.
Han blev gymnasieingenjör och tog en teknisk examen på Lunds universitet, där han också läste matematik. Som 23-åring fick han en lektorstjänst på Chalmers samtidigt som han var anställd på IBM Svenska AB från 1965 till 1972. Han upptäckte att det saknades kurslitteratur om programmering vilket han avhjälpte genom att själv skriva och ge ut sådan. År 1969 publicerade han sin första bok, Modern Cobol, som gavs ut i fyra upplagor mellan 1969 och 1974. Det följde ytterligare ett tjugotal kursböcker inom programmeringsspråk som Assembler, PL/1 och Basic samt olika operativsystem och projektledning, och under studietiden i Lund tenterade han i vissa fall på sina egna böcker.

### Premieobligationer
År 1974 gav Akelius ut boken Allt om premieobligationer. I boken beskrev han hur det på grund av den låga beskattningen av vinster på premieobligationer var möjligt att med lågt risktagande få en årlig avkastning på 57 procent. Akelius grundade även ett bolag med 35 anställda för rådgivning och belåning av premieobligationer.
Premieobligationer blev så populärt att tusentals människor köade utanför Riksgälden vid nyemissioner, och mängder av konsortier bildades för att köpa kompletta serier. Riksgälden kunde därmed låna betydande belopp till en låg kostnad jämfört med att låna i utländsk valuta. 1978 var omsättningen av premieobligationer på Stockholms fondbörs högre än omsättningen av aktier. Akelius medverkade därefter i det norska finansministeriets insatser att lansera ett motsvarande system, Gullfisken.

### Skatt och placeringar
År 1982 publicerade Akelius boken Akelius Skatt, som bidrog till ett omfattande intresse för skatteplanering som varade under hela 1980-talet. Uppslagsboken Skatt & Placeringar kom ut i nya reviderade utgåvor varje år från 1987 till 1994 i stora upplagor.
År 1985 utvecklade Akelius tillsammans med Sievert Larsson ett dataprogram med rutiner för deklarationer, skatteberäkningar, arvs- och gåvobeskattning, fastighetsbeskattning och skatteanalyser. Dataprogrammet angavs 1989 vara huvuddelen av Akelius inkomster.
Verksamheten i bolaget Akelius Skatt, med ett tjugotal jurister och ett trettiotal programmerare, omfattade service till revisorer inom området skatt. Produktutbudet omfattade bland annat veckobrevet Skattenyheter och en omfattande kursverksamhet, samt veckokurser utomlands såsom Cypern, Kenya, Florida, Barbados och Mallorca. Den omfattande verksamheten bidrog till att han kallats Sveriges störste skatteplanerare. År 1994 sålde Akelius bolaget.

### Kapitalförsäkring
År 1987 grundade Akelius ett försäkringsbolag på Cypern. Idén byggde på att svenskar skattefritt fick placera 3 000 kronor per år i en utländsk kapitalförsäkring. Bolaget fick snabbt 160 000 kunder med ett sparkapital på 5 miljarder kronor. Svenska banker hade snart därefter en omfattande utlandsverksamhet som omsatte upp till 100 miljarder kronor. År 2006 sålde Akelius sin andel av bolaget, som idag (2023) drivs av Sievert Larsson.

### Fastigheter
År 1994 grundade Roger Akelius Akelius Fastigheter AB, senare Akelius Residential Property AB. De första fastighetsköpen gjordes i Göteborg, Helsingborg och Trollhättan.
År 2022 angavs Akelius Residential Property ha ett fastighetsbestånd med ett marknadsvärde på 6 173 miljoner Euro eller cirka 68 miljarder kronor. Man köpte detta år fastigheter för cirka 5 miljarder kronor i Montreal, Toronto, Ottawa, Quebec City, Boston och Washington D.C. Företagets  affärsidé är att köpa, uppgradera och förvalta bostadsfastigheter i attraktiva städer med stark tillväxt och uppgraderingspotential.

### Välgörenhet
Akelius har donerat 85 procent av Akelius Residential Property AB till den allmännyttiga välgörenhetsstiftelsen Akelius Foundation. Stiftelsen är världens största bidragsgivare till SOS Barnbyar, och har sammanlagt donerat över 700 miljoner kr till organisationen. Donationerna fokuserar på återuppbyggnad och täcker barnbyarnas löpande kostnader i 25 år. År 2010 skänktes 100 miljoner kr till SOS Barnbyar i Haiti efter jordbävningen i januari 2010. Året före skänktes även 100 miljoner kr till organisationens barnbyprojekt i Tirupati i Indien. Efter tyfonen Haiyans enorma förstörelse på Filippinerna 2013 donerade Akelius 100 miljoner kr till SOS Barnbyar i Tacloban. I augusti 2014 skänkte stiftelsen därtill 100 miljoner kr till SOS Barnbyar i Gazaremsan.
Akelius val att donera till just SOS Barnbyar motiverades med att han bedömt styrelsen som kompetent och ideellt arbetande. I samband med den första donationen 2010 riktade Akelius stark kritik mot bland andra Bengt Westerberg för dennes höga arvode som ordförande i Röda Korset.
I mars 2016 donerades 100 miljoner kr till flyktingbarn i Europa via SOS Barnbyar. Ytterligare 200 miljoner kr skänktes till organisationen senare samma år, där pengarna var ämnade att finansiera en ny barnby i Kambodja samt ett nytt ungdomsboende i Ukraina.
Under december månad 2016 matchade Akelius varje krona som skänktes till Läkare utan gränser. Sammanlagt skänktes 254 miljoner kr till organisationen, varav Akelius stod för 127 miljoner kr. Insamlingskampanjen innebar ett nytt svenskt insamlingsrekord för Läkare utan gränser under en månad.
Roger Akelius lovade några veckor före jul 2017 i en intervju i Dagens Industri att dubbla summan som Unicef i Sverige drog in i december 2017. Organisationen samlade in rekordsumman 70 miljoner kr, vilket Akelius fördubblade i januari 2018.
I slutet av februari 2022 lovade Roger Akelius att dubbla alla gåvor till Sverige för UNHCR och Unicef i Sverige till stöd för dem som drabbats av kriget i Ukraina. I slutändan blev det strax under 700 miljoner kr som Akelius donerade, och hela insamlingen uppgick till 1,7 miljarder kr.

### Media
SVT:s reporter Malin Olofsson fick följa Akelius under ett år. Det resulterade i dokumentären En vanlig miljardär som sändes som ett avsnitt i SVT:s programserie Dokument inifrån i december 2018.
I februari 2023 intervjuades Akelius av Anna Hedenmo i SVT:s intervjuprogram Min sanning.

### Familj
Roger Akelius har tre barn. Äldsta dottern gick 2003 in i styrelsen för Akelius Fastigheter, men fick 2008 lämna sitt uppdrag. Akelius uppmärksammades för att han 2010 vände sig till kronofogden för att kräva tillbaka 6,4 miljoner kronor från dottern där oenighet rådde huruvida summan var en gåva eller ett lån.
Akelius har bott utomlands sedan 1980, bland annat på Cypern, i London och i Berlin, franska Annecy och spanska Almuñécar, samt på Bahamas.
Akelius är 2025 ägare av Trystorps slott.

### Programmering, datorer
- 1969 –  Modern COBOL. (1:a utgåva, 4. upplagan 1974). Stockholm. Libris 9863068
- 1970 –  COBOL: övning ger färdighet. Alingsås: Akelius' databöcker. Libris 832773
- 1970 –  Programmera assembler: system/360, system/370. Alingsås: Akelius data böcker. Libris 485137
- 1970 –  Programmera PL/1. Alingsås: Akelius databöcker. Libris 673277
- 1970 –  Programmering: snabblärobok. Alingsås: Akelius databöcker. Libris 832810
- 1972 –  Datamaskindrift och programmeringsteknik.. Göteborg: Skand. skolan för ökade kunskaper. Libris 822576
- 1972 –  Olika operativsystem. Alingsås: Akelius' databöcker. Libris 31331
- 1975 –  Datorprojekt: planering och styrning. Jönköping: Akelius Data Böcker. Libris 2905299

### Ekonomi, skatteplanering
- 1974 – Akelius, Roger (1974). Allt om premieobligationer. Jönköping: Akelius' databöcker. Libris 822551
- 1980 –  Reverser. Huskvarna: Akelius. Libris 7439432. ISBN 91-590-0006-6
- 1980 –  Tjäna mycket mera på premieobligationer. Huskvarna: Akelius. Libris 7439431. ISBN 9159000058
- 1982 –  Akelius skattebok: [en idéhandbok]. Jönköping: Aktiv förvaltningstjänst. Libris 7439434. ISBN 9159000082
- 1985–1993 –  Skatt & placeringar. Jönköping: Aktiv förvaltningstjänst. Libris 8260789
- 1990 –  Nya skattesystemet. Jönköping: Aktiv förvaltningstjänst. Libris 8360643. ISBN 9159000988
- 1991–1992 –  Skattehandbok för chefer. Malmö: Liber ekonomi. Libris 4111927
- 1992 –  Akelius skattebok för dig som bor: villa, bostadsrätt, fritidshus. Bok från Byggtjänst, 99-1400990-5. Solna: Svensk byggtjänst. Libris 7635847. ISBN 9173326372

- 1992 –  Byggsektorns skattehandbok. Solna: Svensk byggtjänst. Libris 4112025
- 1992 –  Akelius skattepocket. Stockholm: Affärsinformation. Libris 4112033
- 1992–1993 –  Skatt & företag. Jönköping: Aktiv förvaltningstjänst. Libris 8264890
- 1993 –  Spara privat i utlandet: om trygga placeringar och hög avkastning. Göteborg: Ai kundservice. Libris 7439430. ISBN 9159000031
- 1993 –  Akelius skattetips. Jönköping: Akelius/Aktiv förvaltningstjänst. Libris 7439451. ISBN 91-590-0058-9